# Anhaltisches Infanterie-Regiment Nr. 93

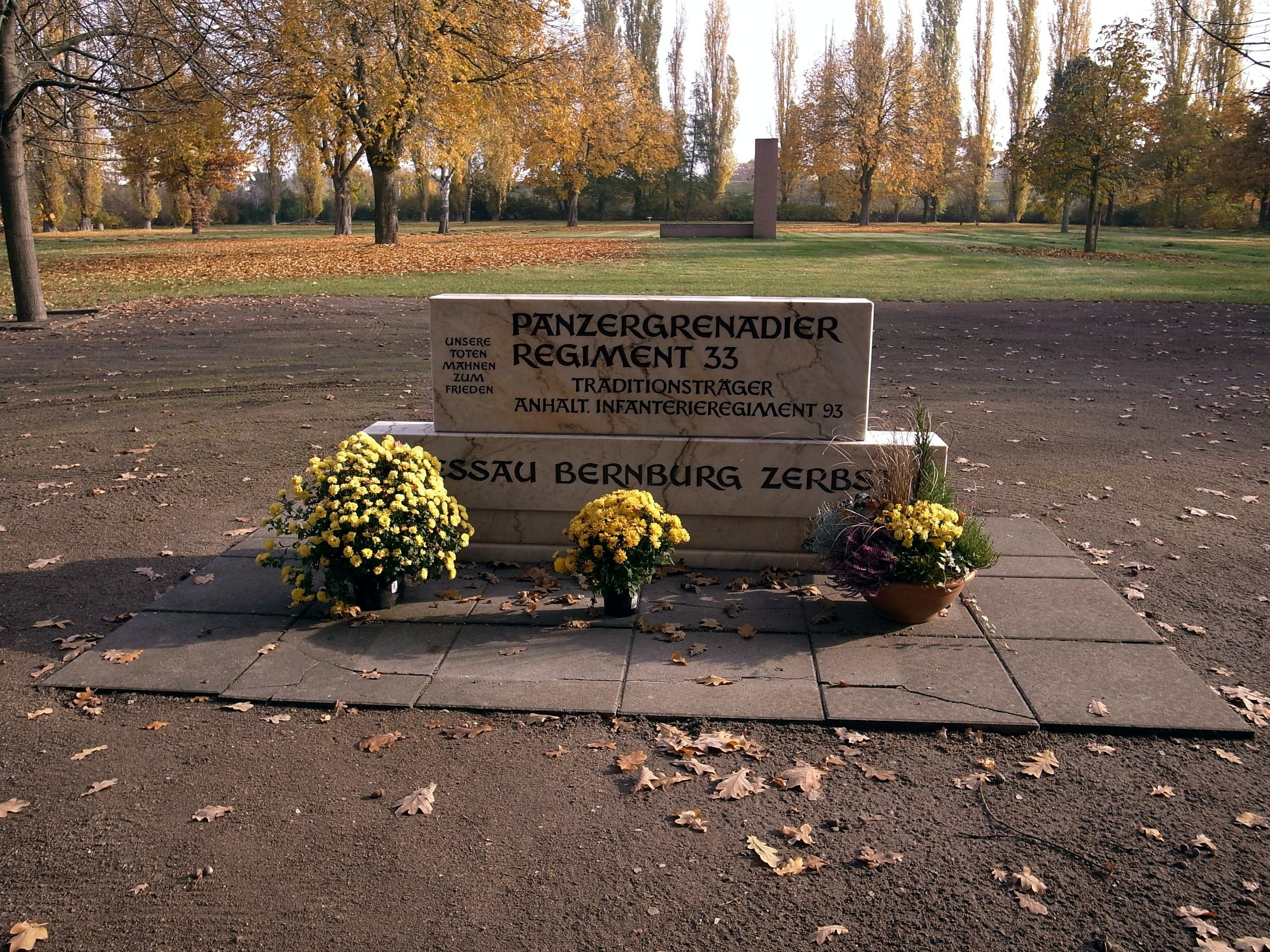
Gedenkstein auf den Ehrenfriedhof in Dessau

Das Anhaltische Infanterie-Regiment Nr. 93 war ein Infanterieverband der Preußischen Armee.

## Geschichte

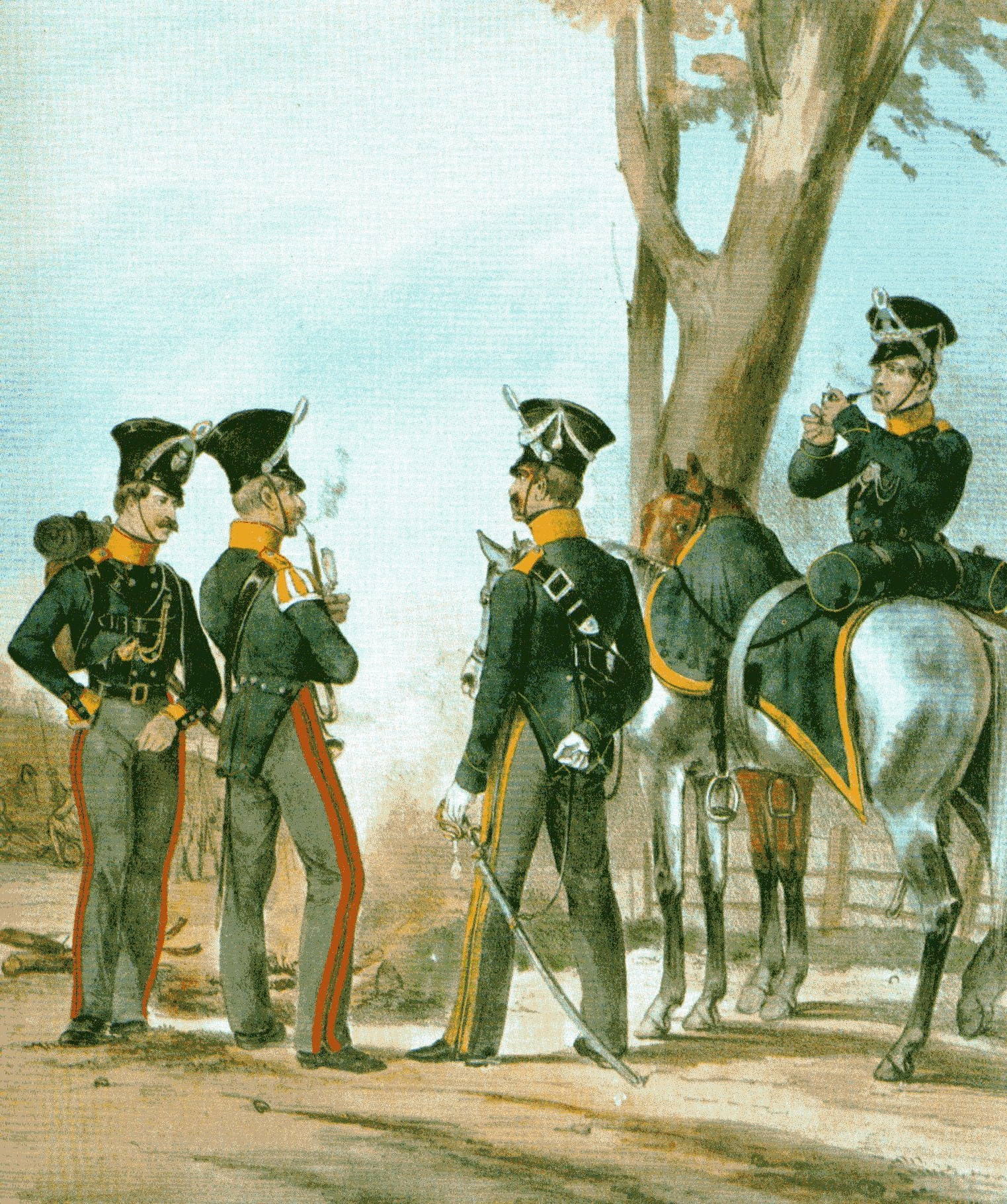
Scharfschützen und Gendarmen des Fürstentums Anhalt-Köthen um 1840

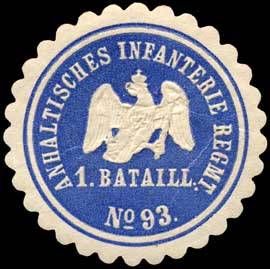
Siegelmarke Anhaltisches Infanterie Regiment No. 93, 1 Bataillon

Das Regiment führte seine Geschichte auf die Aufstellung eines gemeinsamen anhaltischen Truppenkontingents durch die Herzogtümer Anhalt-Dessau, Anhalt-Bernburg und Anhalt-Köthen zurück, die nach dem Beitritt der drei anhaltischen Staaten zum Rheinbund auf Befehl Napoleons am 22. Mai 1807 vollzogen wurde. Aufgeboten wurden 350 Mann aus Dessau, 240 aus Bernburg und 210 aus Köthen, die in fünf Kompanien gegliedert und der Aufsicht des Herzogs von Anhalt-Dessau unterstellt wurden. Die 1. Kompanie erhielt ihren Standort in Dessau, die 2. Kompanie in Zerbst, die 3. Kompanie in Köthen und die 4. und 5. Kompanie in Bernburg, wobei sich die 5. Kompanie aus Angehörigen aller drei Herzogtümer zusammensetzte. Befehlshaber wurde Oberst von Chambaud.
1807 kämpfte das Regiment auf französischer Seite gegen Preußen und Russland. Im Sommer 1808 wurde die Einheit auf sechs Kompanien à 140 Mann erhöht. Einschließlich des Regimentsstabes zählte das Regiment jetzt 860 Mann. Zum Einsatz kam es ab Februar 1809 in Tirol gegen Österreich und ab März 1810 in Spanien. Das in Spanien eingesetzte Kontingent geriet am 14. September 1810 bei La Bisbal fast vollständig in Gefangenschaft und wurde zum Teil in Tarragona, zum Teil von den Engländern auf Mallorca und in Schottland interniert. Die letzten Reste kehrten erst im April 1814 in die Heimat zurück.
Einige Dutzend Rückkehrer aus Spanien wurden 1811 in das neu aufgestellte Regiment eingegliedert, das in einer Reservedivision der Russlandarmee an Napoleons Feldzug gegen Russland 1812 teilnahm. Ab Wilna sicherte sie als Nachhut den Rückzug. Ihre Reste dienten 1813 als Besatzung der von den Russen belagerten Festung Danzig. Die Angehörigen des Regiments Anhalt wurden nach dem Wechsel der anhaltischen Herzöge auf die Seite der Alliierten Ende 1813 zurückbeordert.
Für den Herbstfeldzug 1813 formierten die Herzogtümer Anhalt auf Seiten Napoleons ein 500 Mann starkes Reiterregiment (Chasseurs), das aber schon bei seinem ersten Einsatz zerschlagen wurde.  
Ab Januar 1814 nahmen anhaltische Truppen, ein aus drei Bataillonen formiertes Regiment, am Befreiungskrieg teil. Nach der Rückkehr Napoleons erneut mobilisiert, kam es ab März 1815 wieder zum Einsatz und kehrte im Dezember 1815 endgültig in seine Garnisonen zurück. Nach 1815 stellte Anhalt ein 1224 Mann starkes Regiment im Rahmen des deutschen Bundesheeres (Anhalt-Dessau 529 Mann, Anhalt-Bernburg 370 Mann, Anhalt-Köthen 325 Mann), dazu 612 Mann als Reserve. Eingegliedert wurde das Regiment in die 2. Division des IX. Bundes-Armeekorps. 
Im Schleswig-Holsteinischen Krieg nahm das anhaltische Militär mit zwei Bataillonen teil, von denen eines aus Dessau und eines aus Köthen und Bernburg gestellt wurde. Ab 1854 standen in Dessau und Bernburg je ein Bataillon, in Zerbst und Köthen je eine Kompanie, die dem Kommando in Dessau unterstanden.
Nach der Vereinigung der anhaltischen Teilstaaten 1863 wurde auch das Militär zu einem einheitlichen „Regiment Anhalt“ zusammengeführt, das in zwei Füsilierbataillone zu vier Kompanien und eine Scharfschützenabteilung zu zwei Kompanien untergliedert wurde.
Am Krieg gegen Dänemark von 1864 nahmen sie nicht teil. Im Deutschen Krieg von 1866 wurde das Regiment zunächst bei der Besetzung von Torgau und Wittenberg eingesetzt, dann aber der preußischen 8. Infanterie-Division zugeteilt, mit der es im Verband der Mainarmee nach Bayern einrückte. Über Bayreuth drang es bis nach Nürnberg vor und blieb dort bis zum Waffenstillstand am 2. August.
1867 schloss Anhalt eine Militärkonvention mit Preußen, durch die der Verband unter der Bezeichnung Anhaltisches Infanterie-Regiment Nr. 93 in die Preußische Armee eingereiht wurde. Zugleich wurde ein III. Bataillon errichtet, das als Garnisonsort Zerbst zugewiesen bekam. Das I. Bataillon stand in Dessau, das II. Bataillon in Bernburg. Kommandeur des Regiments wurde Oberst von Krosigk. Im Deutsch-Französischen Krieg wurde das Regiment unter anderem bei der Einschließung von Paris eingesetzt.
Während der Friedensjahre 1871 bis 1914 kam es mehrfach zu Umbildungen und Abgabe von Kompanien an neuaufgestellte Infanterieregimenter. Im Herbst 1898 wurde das II. Bataillon von Bernburg nach Zerbst verlegt.

### Erster Weltkrieg
Zu Beginn des Ersten Weltkriegs machte das Regiment als Teil der 15. Infanterie-Brigade der 8. Infanterie-Division am 2. August 1914 mobil und wurde im Kriegsverlauf ausschließlich an der Westfront eingesetzt. Während der Stellungskämpfe in Flandern und Artois war das Regiment vom 29. Oktober bis 4. November 1914 kurzzeitig der 16. Infanterie-Brigade unterstellt und gehörte ihr ab 21. März 1915 bis Kriegsende an. Anfang September 1918 erhielt der Verband eine eigene MW-Kompanie. Während der Abwehrschlacht zwischen Cambrai und St. Quentin wurden die drei Bataillone zu je zwei Kampfkompanien formiert. Nach schweren Verlusten löste man am 2. November 1918 das III. Bataillon auf. Das Regiment formierte sich ab diesem Zeitpunkt zu zwei Bataillonen zu je drei Kompanien und einer MG-Kompanie sowie einer MW-Kompanie.

### Verbleib
Nach Kriegsende wurde das Regiment ab 22. Dezember 1918 in Dessau, das II. Bataillon ab 9. Januar 1919 in Zerbst zunächst demobilisiert und schließlich aufgelöst. Teile gingen zum Freiwilligen-Detachement Pavel über, das im Grenzschutz Ost eingesetzt wurde. Aus weiteren Teilen bildete sich im März 1919 das Freiwilligen-Bataillon Anhalt und die ehemalige MW-Kompanie trat zum Freiwilligen-Detachement Thümmel. Die beiden letztgenannten Formationen gingen im Juli 1919 im Reichswehr-Schützen-Regiment 49 der Vorläufigen Reichswehr auf.
Die Tradition übernahm in der Reichswehr durch Erlass des Chefs der Heeresleitung, General der Infanterie Hans von Seeckt, vom 24. August 1921 die 2. Kompanie des 12. Infanterie-Regiments in Zerbst. In der Wehrmacht führte das Infanterieregiment 33 die Tradition fort.
Überlieferungssplitter zum Infanterieregiment befinden sich in der Abteilung Dessau des Landesarchivs Sachsen-Anhalt.

## Regimentschefs
| Dienstgrad             | Name                  | Datum                               |
| ---------------------- | --------------------- | ----------------------------------- |
|                        | Leopold IV. Friedrich | 01. Oktober 1867 bis 22. Mai 1871   |
| General der Infanterie | Friedrich I.          | 23. August 1876 bis 24. Januar 1904 |
| General der Kavallerie | Friedrich II.         | 02. April 1904 bis 21. April 1918   |
| Generalmajor           | Eduard von Anhalt     | 21. April, bis 13. September 1918   |

## Kommandeure
| Dienstgrad            | Name                                | Datum                                                         |
| --------------------- | ----------------------------------- | ------------------------------------------------------------- |
| Oberst                | Ernst von Krosigk                   | 25. Juli 1867 bis 16. Juni 1871                               |
| Oberstleutnant        | Alwin von Loos                      | 20. Juni bis 3. November 1871 (mit der Führung beauftragt)    |
| Oberstleutnant/Oberst | Alwin von Loos                      | 04. November 1871 bis 2. August 1876                          |
| Oberst                | Barthold von Ditfurth               | 03. August 1876 bis 27. November 1879                         |
| Oberst                | August Brunsig von Brun             | 28. November 1879 bis 12. März 1884                           |
| Oberst                | Rudolf von Oetinger                 | 13. März 1884 bis 3. August 1888                              |
| Oberstleutnant        | Florens von Heydwolff               | 04. August bis 12. November 1888 (mit der Führung beauftragt) |
| Oberst                | Florens von Heydwolff               | 13. November 1888 bis 21. August 1891                         |
| Oberst                | Ludwig von Wildenbruch              | 22. August 1891 bis 28. Juni 1895                             |
| Oberst                | Friedrich von Kracht                | 29. Juni 1895 bis 21. April 1898                              |
| Oberst                | Hans von Frankenberg und Proschlitz | 22. April 1898 bis 29. September 1901                         |
| Oberst                | Kurt von Sanden                     | 30. September 1901 bis 9. April 1906                          |
| Oberst                | Bertrand von Monts                  | 10. April 1906 bis 21. März 1910                              |
| Oberst                | Reinhard von Dalwigk zu Lichtenfels | 22. März 1910 bis 21. März 1913                               |
| Oberst                | Hans von der Esch                   | 22. März bis 7. Dezember 1913                                 |
| Oberst                | Louis von Arnim                     | 08. Dezember 1913 bis 26. August 1914                         |
| Major                 | Hermann von Balcke                  | 26. August 1914 bis 12. September 1914                        |
| Oberstleutnant        | Gustav Faelligen                    | 12. September 1914 bis 17. Juli 1915                          |
| Major                 | Friedrich Franz von Huth            | 17. Juli 1915 bis 7. August 1915                              |
| Oberstleutnant        | Gustav Faelligen                    | 7. August 1915 bis 12. November 1915                          |
| Major                 | Gündell                             | 12. November 1915 bis 13. Dezember 1915                       |
| Oberstleutnant/Oberst | Gustav Faelligen                    | 13. Dezember 1915 bis 16. Dezember 1917                       |
| Major                 | Louis Sichart von Sichartshoff      | 17. Dezember 1917 bis 24. Januar 1919                         |

## Trivia
In dem Film Merry Christmas aus dem Jahre 2005, er handelt vom Weihnachtsfrieden (1914), agiert auf der deutschen Seite das 93er Regiment. Dessen Soldaten trugen auf ihrer Pickelhaube die 93.